# Flueggea
Genre
Classification phylogénétique
Flueggea est un genre de plantes à fleurs de la famille des Phyllanthacées (selon la classification APG III) ou de la famille des Euphorbiacées (selon la classification de Cronquist).

## Description[1]
Ce genre est formé d'arbrisseaux ou arbustes le plus souvent caducs.
Les feuilles sont simples, alternes et à court pétiole.
Ces plantes sont généralement dioïques, rarement monoïques.
Les fleurs sont axillaires, apétales, avec quatre à sept sépales, quatre à sept étamines plus longues que les sépales aux anthères biloculaires et à filament libre.
La fleur femelle porte un ovaire de deux à quatre locules, avec deux ovules par locule. Chaque locule produit deux graines, généralement trifaciées.
Le nombre de base de chromosomes du genre est n = 28.

## Distribution
La plupart des espèces sont originaires d'Europe, d'Asie tempérée et tropicale, d'Afrique et du Pacifique y compris l'Australasie.

## Utilisation
Quelques usages médicinaux sont signalés (voir les espèces concernées) ainsi que de son bois.

## Liste des espèces
La liste des espèces est issue des index IPNI (The International Plant Names Index), du jardin botanique du Missouri (Tropicos) et The Plant List à la date de septembre 2012, avec une recherche bibliographique sur la bibliothèque numérique Biodiversity Heritage Library. L'unique espèce conservée dans le genre et sa sous-espèce sont mises en caractères gras :
- Flueggea abyssinica (A.Rich.) Baill. (1858) : voir Flueggea virosa (Roxb. ex Willd.) Royle
- Flueggea acicularis (Croizat) G.L.Webster (1984) - synonyme : Securinega acicularis Croisat
- Flueggea acidothamnus Griseb. (1865) : voir Flueggea acidoton (L.) G.L.Webster
- Flueggea acidoton (L.) G.L.Webster (1984) - synonymes : Acidoton acidothamnus (Griseb.) Kuntze, Adelia acidoton L., Flueggea acidothamnus Griseb., Securinega acidothamnus (Griseb.) Müll.Arg., Securinega acidoton (L.) Fawc.
- Flueggea anatolica Gemici (1993)
- Flueggea anceps Raf. (1838) - espèce du genre homonyme de la famille des Haémodoracées : voir Ophiopogon japonicus (Thunb.) Ker Gawl.
- Flueggea angulata Raf. (1838) - espèce du genre homonyme de la famille des Haémodoracées : voir Ophiopogon japonicus (Thunb.) Ker Gawl.
- Flueggea angulata Baill. (1860) : voir Flueggea virosa (Roxb. ex Willd.) Royle
- Flueggea arborescens Bojer (1837): voir Flueggea virosa (Roxb. ex Willd.) Royle
- Flueggea bailloniana (Müll.Arg.) Pax (1894) : voir Margaritaria discoidea var. triplosphaera Radcl.-Sm.
- Flueggea capillipes Pax ex Diels (1900) : voir Leptopus chinensis (Bunge) Pojark.
- Flueggea comorensis Bojer (1837) : voir Flueggea virosa (Roxb. ex Willd.) Royle
- Flueggea dracaenoides Baker (1874) - espèce du genre homonyme de la famille des Haémodoracées : voir Ophiopogon dracaenoides (Baker) Hook.f.
- Flueggea dubia Kunth (1850) - espèce du genre homonyme de la famille des Haémodoracées : voir Ophiopogon intermedius D.Don
- Flueggea eglandulosa Baill. (1858) : voir Margaritaria anomala (Baill.) Fosberg
- Flueggea elliptica Buch.-Ham. ex Wall. (1847) : voir Flueggea virosa (Roxb. ex Willd.) Royle
- Flueggea elliptica (Spreng.) Baill. (1858) - synonymes : Acidoton ellipticus (Spreng.) Kuntze, Kirganelia elliptica Spreng., Securinega elliptica (Spreng.) Müll.Arg.
- Flueggea esula (L.) Rydb. : voir Euphorbia esula L.
  - Flueggea esula subsp. maackii Hurusawa : voir Euphorbia esula L.
- Flueggea fagifolia Pax (1895) : voir Margaritaria discoidea var. fagifolia (Pax) Radcl.-Sm.
- Flueggea flexuosa Müll.Arg. (1865) - synonymes : Acidoton flexuosus (Müll.Arg.) Kuntze, Phyllanthus acuminatissimus C.B.Rob., Securinega acuminatissima (C.B.Rob.) C.B.Rob., Securinega flexuosa (Müll.Arg.) Müll.Arg., Securinega samoana Croizat
- Flueggea flueggeoides (Müll.Arg.) G.L.Webster (1967) : voir Flueggea suffruticosa (Pall.) Baill.
- Flueggea glabra H.Buek (1874) : voir Margaritaria anomala (Baill.) Fosberg
- Flueggea gracilis (Merr.) Petra Hoffm. (2006) - synonymes : Baccaurea gracilis Merr., Richeriella gracilis (Merr.) Pax & K.Hoffm., Richeriella malayana Hend.
- Flueggea griffithii Baker (1879) - espèce du genre homonyme de la famille des Haémodoracées : voir Ophiopogon intermedius D.Don
- Flueggea grisea Hook.f. & Thomson ex Croizat (1940) : voir Phyllanthus flexuosus (Siebold & Zucc.) Müll.Arg.
- Flueggea hilariana Baill. (1865) : voir Meineckia neogranatensis subsp. hilariana (Baill.) G.L.Webster
- Flueggea intermedia (D.Don) Kunth (1850) - espèce du genre homonyme de la famille des Haémodoracées : voir Ophiopogon intermedius D.Don
- Flueggea jaburan (Siebold) Kunth (1850) - espèce du genre homonyme de la famille des Haémodoracées : voir Ophiopogon jaburan (Siebold) Lodd.
- Flueggea jacquemontiana Kunth (1850) - espèce du genre homonyme de la famille des Haémodoracées : voir Ophiopogon intermedius D.Don
- Flueggea japonica (Thunb.) Rich. (1807) - espèce du genre homonyme de la famille des Haémodoracées : voir Ophiopogon japonicus (Thunb.) Ker Gawl.
  - Flueggea japonica var. intermedia (D. Don) Schult. & Schult.f. (1829) - espèce du genre homonyme de la famille des Haémodoracées : voir Ophiopogon intermedius D.Don
  - Flueggea japonica var. major (Thunb.) Schult. & Schult.f. (1829) - espèce du genre homonyme de la famille des Haémodoracées : voir Ophiopogon jaburan (Siebold) Lodd.
- Flueggea japonica var minor (Thunb.) Schult. & Schult.f. (1829) - espèce du genre homonyme de la famille des Haémodoracées : voir Ophiopogon japonicus (Thunb.) Ker Gawl.[2]
  - Flueggea japonica var. umbraticola (Hance) Baker (1879) - espèce du genre homonyme de la famille des Haémodoracées : voir Ophiopogon umbraticola Hance
- Flueggea japonica (Miq.) Pax (1890) : voir Flueggea suffruticosa (Pall.) Baill.
- Flueggea javanica Blume (1826) - position incertaine
- Flueggea jullienii (Beille) G.L.Webster (1984) - synonyme : Phyllanthus jullienii Beille
- Flueggea keyensis (Warb.) Boerl. (1900) : voir Flueggea virosa subsp. melanthesoides (F.Muell.) G.L.Webster
- Flueggea klaineana Pierre ex A.Chev. (1920) : voir Margaritaria discoidea (Baill.) G.L.Webster
- Flueggea leucophylla Wall. (1847) : voir Flueggea virosa (Roxb. ex Willd.) Royle
- Flueggea leucopyrus Willd. (1806) - synonymes : Acidoton leucopyrus (Willd.) Kuntze, Cicca leucopyrus (Willd.) Kurz, Flueggea virosa (Roxb. ex Willd.) Dalzell, Flueggea wallichiana Baill., Flueggea xerocarpa A.Juss., Phyllanthus albicans Wall., Phyllanthus leucopyrus (Willd.) D.Koenig ex Roxb., Phyllanthus lucena B.Heyne ex Roth, Securinega leucopyrus (Willd.) Müll.Arg., Xylophylla lucena Roth
- Flueggea leucopyrus Dalzell & A.Gibson (1861) : voir Flueggea virosa (Roxb. ex Willd.) Royle
- Flueggea major Baill. (1858) : voir Margaritaria anomala (Baill.) Fosberg
- Flueggea meineckia Müll.Arg. (1865) : voir Meineckia phyllanthoides Baill.
- Flueggea melanthesoides (F.Muell.) F.Muell. (1863) : voir Flueggea virosa subsp. melanthesoides (F.Muell.) G.L.Webster
- Flueggea microcarpa Blume (1826) : voir Flueggea virosa (Roxb. ex Willd.) Royle
- Flueggea monticola G.L.Webster (1984)
- Flueggea neowawraea W.J.Hayden (1987) - synonymes : Drypetes phyllanthoides (Rock) Sherff, Neowawraea phyllanthoides Rock
- Flueggea nitida Pax (1894) : voir Margaritaria discoidea var. nitida (Pax) Radcl.-Sm.
- Flueggea novaguineensis Valeton ex Hallier f. (1907) : voir Flueggea virosa subsp. melanthesoides (F.Muell.) G.L.Webster
- Flueggea obovata Baill. (1861) : voir Margaritaria discoidea var. triplosphaera Radcl.-Sm.
- Flueggea obovata (Willd.) Wall. ex Fern.-Vill. (1880) : voir Flueggea virosa (Roxb. ex Willd.) Royle
  - Flueggea obovata var. luxurians A.Chev. ex Beille (1908) : voir Flueggea virosa (Roxb. ex Willd.) Royle
- Flueggea ovalis Baill. (1858) : voir Flueggea virosa (Roxb. ex Willd.) Royle
- Flueggea phyllanthoides Baill. (1858) : voir Flueggea virosa (Roxb. ex Willd.) Royle
- Flueggea prolifera (Lindl.) Baker (1879) - espèce du genre homonyme de la famille des Haémodoracées : voir Ophiopogon caulescens (Blume) Baker
- Flueggea retusa (Roxb.) Voigt (1845) : voir Breynia retusa (Roxb.) Alston[3]
- Flueggea schuechiana (Müll.Arg.) G.L.Webster (1984) - synonymes : Acidoton schuechianus (Müll.Arg.) Kuntze, Securinega schuechiana Müll.Arg.
- Flueggea senensis Klotzsch (1861) : voir Flueggea virosa (Roxb. ex Willd.) Royle
- Flueggea serrata Miq. (1859) : voir Celastrus hindsii Benth.
- Flueggea sinensis Baill. (1858) : voir Flueggea virosa (Roxb. ex Willd.) Royle
- Flueggea spirei Beille (1927) - synonyme : Securinega spirei (Beille) Croizat
- Flueggea suffruticosa (Pall.) Baill. (1858) - synonymes : Acidoton flueggeoides (Müll.Arg.) Kuntze, Acidoton ramiflorus (Aiton) Kuntze, Flueggea flueggeoides (Müll.Arg.) G.L.Webster, Flueggea japonica (Miq.) Pax, Flueggea trigonoclada (Ohwi) T.Kuros., Geblera chinensis Rupr., Geblera suffruticosa (Pall.) Fisch. & C.A.Mey., Geblera sungariensis Rupr., Pharnaceum suffruticosum Pall., Phyllanthus fluggeoides Müll.Arg., Phyllanthus ramiflorus (Aiton) Pers., Phyllanthus trigonocladus Ohwi, Securinega fluggeoides (Müll.Arg.) Müll.Arg., Securinega japonica Miq., Securinega multiflora S.B.Liang, Securinega ramiflora (Aiton) Müll.Arg., Securinega suffruticosa (Pall.) Rehder, Xylophylla parviflora Bellardi ex Colla, Xylophylla ramiflora Aiton
- Flueggea tinctoria (L.) G.L.Webster (1984) - synonymes : Acidoton buxifolius (Reut.) Kuntze, Adelia virgata Poir., Colmeiroa buxifolia Reut., Rhamnus tinctoria L., Securinega buxifolia (Reut.) Müll.Arg., Securinega tinctoria (L.) Rothm., Securinega virgata (Poir.) Maire, Villanova buxifolia (Reut.) Pourr.
- Flueggea trichogynis Baill. (1858) : voir Meineckia trichogynis (Baill.) G.L.Webster
- Flueggea trigonoclada (Ohwi) T.Kuros. (1999) : voir Flueggea suffruticosa (Pall.) Baill.
- Flueggea ussuriensis Pojark. -- Fl. URSS, ed. Komarov xiv. 734 (1949). (IK)
- Flueggea verrucosa (Thunb.) G.L.Webster (1984) - synonymes : Diasperus verrucosus (Thunb.) Kuntze, Phyllanthus verrucosus Thunb., Pleiostemon verrucosum (Thunb.) Sond., Securinega verrucosa (Thunb.) Benth. ex Pax
- Flueggea virosa (Roxb. ex Willd.) Royle (1836) - synonymes : Acidoton virosus (Roxb. ex Willd.) Kuntze, Flueggea angulata Baill., Flueggea arborescens Bojer, Flueggea comorensis Bojer, Flueggea elliptica Buch.-Ham. ex Wall., Flueggea obovata (Willd.) Wall. ex Fern.-Vill., Flueggea sinensis Baill., Phyllanthus virosus Roxb. ex Willd., Phyllanthus virosus Baill., Securinega comorensis Bojer, Securinega virosa (Roxb. ex Willd.) Baill., Securinega virosa (Roxb. ex Willd.) Pax & K. Hoffm.
  - Flueggea virosa var. aridicola Domin (1928) : voir Flueggea virosa subsp. melanthesoides (F.Muell.) G.L.Webster
  - Flueggea virosa subsp. himalaica D.G.Long (1986)
  - Flueggea virosa subsp. melanthesoides (F.Muell.) G.L.Webster (1984) - synonymes : Flueggea keyensis (Warb.) Boerl., Flueggea melanthesoides (F.Muell.) F.Muell., Flueggea novoguineensis Valeton ex Hallier f., Flueggea virosa var. aridicola Domin, Flueggea virosa forma reticulata Domin, Leptonema melanthesoides F.Muell., Securinega keyensis Warb., Securinega melanthesoides (F.Muell.) Airy Shaw
  - Flueggea virosa forma reticulata Domin (1928) : voir Flueggea virosa subsp. melanthesoides (F.Muell.)
- Flueggea virosa (Roxb. ex Willd.) Baill. (1858) : voir Flueggea virosa (Roxb. ex Willd.) Royle
- Flueggea virosa (Roxb. ex Willd.) Voigt (1845) : voir Flueggea virosa (Roxb. ex Willd.) Royle
- Flueggea virosa Wall. (1847) : voir Flueggea virosa (Roxb. ex Willd.) Royle
- Flueggea virosa (Roxb. ex Willd.) Dalzell (1861) : voir Flueggea leucopyrus Willd.
- Flueggea wallichiana Kunth (1850) - espèce du genre homonyme de la famille des Haémodoracées : voir Ophiopogon intermedius D.Don
- Flueggea wallichiana Baill. (1858) : voir Flueggea leucopyrus Willd.
- Flueggea xerocarpa A.Juss. (1824) : voir Flueggea leucopyrus Willd.

## Historique et position taxinomique
En 1806, Carl Ludwig von Willdenow décrit une première fois ce genre. Il le dédie au botaniste Johannes Flüggé (1775-1816). L'espèce type est Flueggea leucopyrus Willd..
En 1866, Johannes Müller Argoviensis transforme l'ensemble du genre Flueggea en section du genre Securinega. Cette modification perdure encore dans de nombreux ouvrages.
En 1891, Otto Kuntze transfère toutes les espèces dans le genre Acidoton, genre créé par Olof Peter Swartz en 1788.
En 1984, Grady L Webster produit une révision complète du genre, en établissant beaucoup de synonymies ainsi que des reclassements (ouvrage cité en référence).
Depuis 2000, de nombreuses études phylogénétiques ont paru concernant la tribu des Phyllanteae : elles concluent en la monophylogénie du genre Flueggea mais en incluant le genre Richeriella (étude en référence).
Le genre Flueggea est classé dans la sous-famille Phyllanthoideae tribu Phyllantheae.
Presque toutes les espèces de ce genre ont été déplacées plusieurs fois, dans des genres devenus entièrement ou partiellement synonymes :
- Acidoton P.Browne (partiel)
- Bessera Spreng.
- Geblera Fisch. & C.A.Mey
- Colmeiroa Reut.
- Pleiostemon Sond.
- Neowawraea Rock
- Richeriella Pax & K. Hoffm.
- Securinega Comm. ex Juss. sect. Flueggea (Willd.) Müll. Arg.
- Villanova Pourr. ex Cutanda

En outre, un genre homonyme a été créé en 1807 par Louis Claude Marie Richard dans la famille des Haémodoracées : les espèces qui y avaient été affectées se retrouvent maintenant dans le genre Ophiopogon.